# ダンジョンエクスプローラー 〜邪神の領域〜
『ダンジョンエクスプローラー 〜邪神の領域〜』（ダンジョンエクスプローラー じゃしんのりょういき）とは、2007年11月15日にハドソンから発売されたニンテンドーDS用のゲームソフトである。1989年PCエンジンに登場し、多人数で遊ぶ楽しさを提供したアクションRPG『ダンジョンエクスプローラー』の続編。

## 概要
本作の大きな特徴はWi-Fi対戦対応になったこと。通信でWi-Fiコネクションに初めハードルが下げられた。フィールドを転戦していく1人用「シングルプレイ」と、コンファインの街にあるピラミッドを舞台とした「マルチプレイ」2つの遊び方を収録。

## 邪神の領域での主な新要素
- シングルプレイとマルチプレイではプレイヤーが共同となった。

### シングルプレイ
コンファンイン
道具やなどがそろい、冒険の拠点となる。
迷いの森
アートリム、ガラクタ洞窟、裂け目谷という、三つのダンジョンで分かれている。

### マルチプレイ
最大3人まで参戦できる「マルチプレイ」には時間制限が導入されていて、ボリュームが高くなった。

### 主な登場人物
コンラッド
ウェストリアから派遣された軍の隊長。シングルプレイにおいてプレイヤーに様々な指示を出す他、働きに応じた報奨金を与える。
ガブリン
腐王の城（フェブラ城）にてゴブリン族がネクロマンサー達に騙されていることに気づき、離反を決意したゴブリン。プレイヤーにガルムを倒すためのヒントを教える。その後は仲間たちの仇を取るためネクロマンサー達を妨害するべく行動していたようだが、ネクロマンサーのサラマンドロスに見つかり、その部下に殺された模様（死因は明確にはされていない）。
ガイダロス
かつてのネクロマンサー教主。弟子のブリテウスに殺された上、魂の壺によって魂の自由を封じられていた。プレイヤーによって魂の壺を入手し、これを破壊した後は解放され、以後プレイヤーの前に幾度か現れては助言を行う。:
ガルム;
フェブラ城城主。ウェストリア王国の乗っ取りを目論み、ブリデウスと手を組む。ネクロマンサーの一人であるポイザヌスの術によって守られており、これを破らない限りは不死身。:
ブリデウス
ネクロマンサー教の現教主でガイダロスの弟子。ネクロマンサー教のより広い布教、ネクロマンサーの社会への進出を主張してガイダロスと衝突し、彼を殺して教主の座を得た。フェブラ城城主ガルムと組んでウェストリア王国奪取を狙う。邪神ブリードに興味を持ち研究する。ハーフエルフの出身と言われている。